# Liste der Bürgermeister von Gützkow
Die Liste der Bürgermeister von Gützkow enthält eine Aufstellung der Bürgermeister der vorpommerschen Stadt Gützkow.
Die Liste ist chronologisch geordnet.
Bis 1673 sind nur wenige Bürgermeister bekannt:
- Hermann Schlüter (1353)
- Nicolaus Raad (1409)
- Clawes Ruyan (1483)
- Michel Bützow (1615–1617)
- Jochim Wilde (1620)

Ab 1673 beginnen die Bürgerbücher und später die Magistratsprotokolle.
Die derzeitige Bürgermeisterin ist die 38. in der ununterbrochenen Reihenfolge seit 1673 und ehrenamtliche Bürgermeisterin, alle bis Nr. 36 waren hauptamtlich. Bis 1859 mussten die Bürgermeister Richterqualität besitzen.
| #  | Name                                | von  | bis   | Beruf          | Partei              |
| -- | ----------------------------------- | ---- | ----- | -------------- | ------------------- |
| 01 | Caspar Voigt                        | 1673 | 1683  |                |                     |
| 02 | Marten Weltzin                      | 1683 | 1685  |                |                     |
| 03 | Jacob Brasche sen.                  | 1686 | 1698  |                |                     |
| 04 | Heinrich Wilde                      | 1698 | 1698  |                |                     |
| 05 | Enoch Denike                        | 1698 | 1730  |                |                     |
| 06 | J. Passow                           | 1730 | 1734  |                |                     |
| 07 | Friedrich Trendelenburg (1690–1760) | 1734 | 1760  |                |                     |
| 08 | Beniamin Wendt (?–1777)             | 1760 | 1780  |                |                     |
| 09 | Johann Christian Jordan             | 1780 | 1790  |                |                     |
| 10 | Johann Balthasar Pütter             | 1790 | 1818  |                |                     |
| 11 | ? Rewold                            | 1818 | 1819  |                |                     |
| 12 | Carl Johann Christoph Fabriz        | 1819 | 1842  |                |                     |
| 13 | A.H.W. Ferdinand Wuthenow           | 1842 | 1848  |                |                     |
| 14 | von Schultz                         | 1848 | 1850  |                |                     |
| 15 | Carl Maria Ernst Rühs               | 1850 | 1859  |                |                     |
| 16 | ? Frank                             | 1859 | 1860  |                |                     |
| 17 | Friedrich Wilhelm G.G. Ritter       | 1860 | 1867  |                |                     |
| 18 | ? Wiese                             | 1867 | 1869  |                |                     |
| 19 | ? Daebel                            | 1869 | 1876  |                |                     |
| 20 | Eduard Megow (Miau)                 | 1876 | 1892  |                |                     |
| 21 | Paul Emil Julius Lendel             | 1892 | 1896  |                |                     |
| 22 | Robert Bierhals                     | 1897 | 1930  |                |                     |
| 23 | Dr. Herbert Jendis (1899–?)         | 1930 | 1933  |                |                     |
| 24 | Waldemar Gedies (1901–1984)         | 1933 | 1936  |                | NSDAP               |
| 25 | Paul Polenzky                       | 1936 | 1938  |                |                     |
| 26 | Walter Müller                       | 1938 | 1943  |                |                     |
| 27 | Wilhelm Dinse                       | 1945 | 1945  | Arbeiter       | SPD                 |
| 28 | Rudolf Grunow                       | 1946 | 1946  |                | parteilos           |
| 29 | Walter Schultz                      | 1946 | 1949  | Arbeiter       | SPD/SED             |
| 30 | Max Furmaniak                       | 1950 | 1951  | Angestellter   | NDPD                |
| 31 | Marianne Wulff                      | 1951 | 1952  | Angestellte    | NDPD                |
| 32 | Josef Patzner                       | 1952 | 1969  | Angestellter   | NDPD                |
| 33 | Karl-Otto Krüger                    | 1969 | 1982  | Angestellter   | SED                 |
| 34 | Bernd Müsebeck                      | 1983 | 1990  | Staatsrechtler | SED                 |
| 35 | Karl-Eberhard Wisselinck            | 1990 | 2003  | Lehrer         | CDU                 |
| 36 | Manfred Ide                         | 2003 | 2004  | Verkehrs-Ing.  | parteilos           |
| 37 | Joachim Otto                        | 2005 | 2014  | Lehrer         | CDU                 |
| 38 | Jutta Dinse                         | 2014 | heute | Angestellte    | parteilos – für CDU |

Herbert Jendis (23)
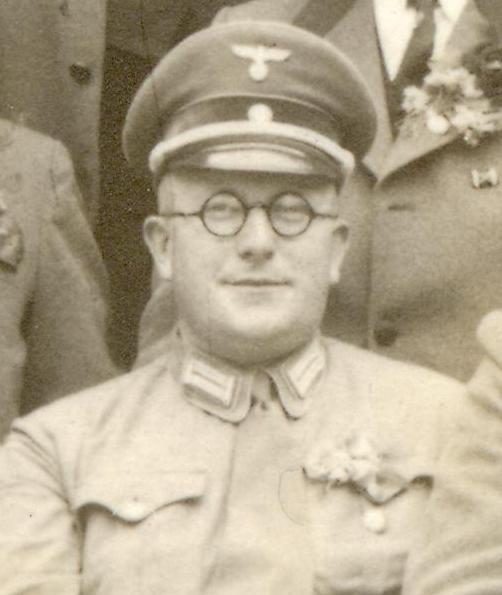
Walter Müller (26)
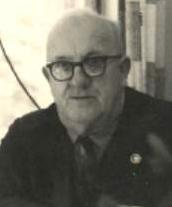
Josef Patzner (32)
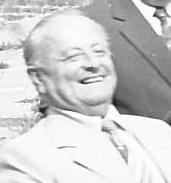
Karl-Otto Krüger (33)
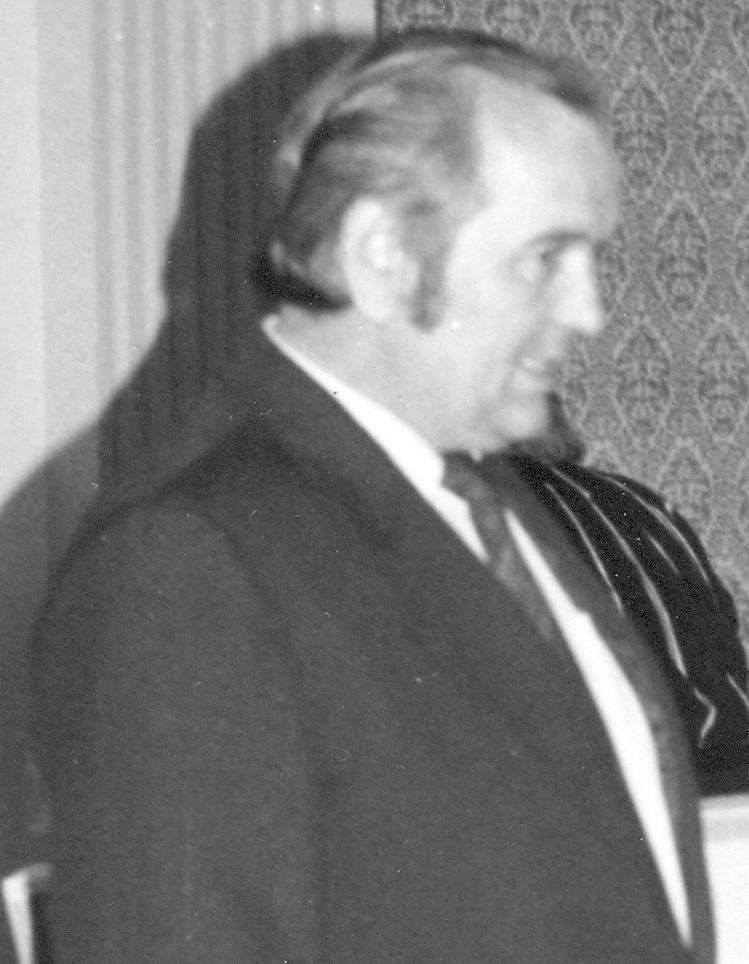
Bernd Müsebeck (34)
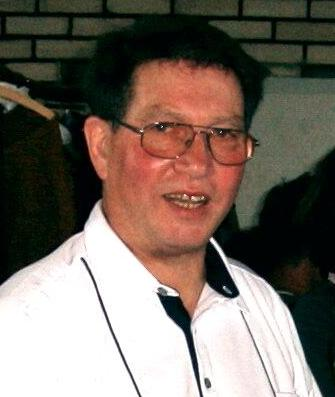
Eberhard Wisselinck (35)
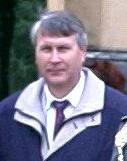
Manfred Ide (36)
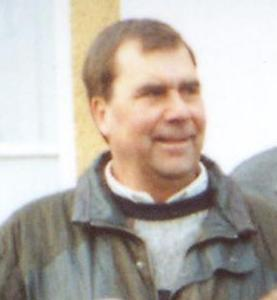
Joachim Otto (37)
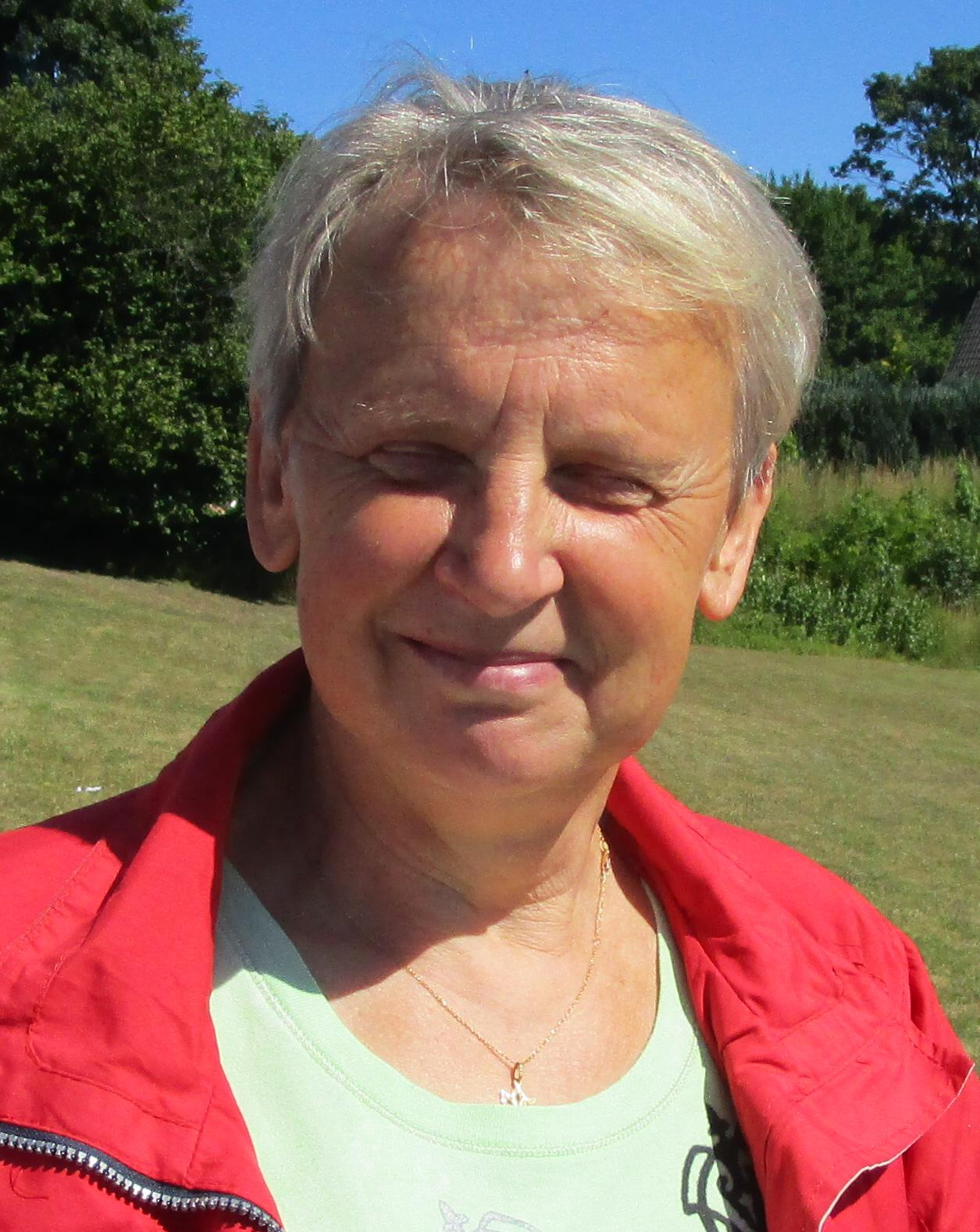
Jutta Dinse (38)